# 아브드 엘 크림
무함마드 이븐 아브드 엘카림 엘카타비(아랍어: محمد بن عبد الكريم الخطابي, 프랑스어: Muhammad Ibn 'Abd el-Karim El-Khattabi, 1880년 ~ 1963년 2월 6일)는 아브드 엘 크림(Abd el-Krim)이라는 이름으로 알려져 있는 모로코 북동부에 위치한 베르베르인 거주 지역인 리프(Rif)의 지도자이다. 그는 북아프리카에서의 프랑스와 스페인의 지배에 반발하여 거대한 저항군을 이끌었다. 그의 게릴라 전술은 호찌민, 마오쩌둥, 체 게바라등에 영향을 준 것으로 알려져있다.

## 생애
아브드 엘 크림은 모로코의 아즈디르(Ajdir)에서 아이스 우리아겔(Aith Uriaghel)부족의 이슬람 재판관(카디, Qadi) 집안에서 태어났다. 그의 아버지는 지역의 주요한 지도자였다. 초등교육은 이슬람 전통 학교에서 마쳤지만 스페인의 중학교와 고등학교를 졸업했다. 이후 현재 살라만카 대학이 되는 페즈(Fez)의 카라위인 대학(University of Qarawiyin)에 진학한다.
이후 전투에서 동료로도 활약했던 그의 아버지 엘 카다비(Abd El-Karim El-Khattabi) 또한 마드리드에서 광업 기술 교육을 받았다. 그래서 두사람도 모두 유창한 스페인어를 구사할 수 있었다. 1906년 학업을 마친 그는 아버지의 뜻에 따라 멜리야로 가게된다. 그곳에서 그는 1913년까지 교사와 번역가로 활동했으며 1915년까지 스페인 신문 텔레그라마 델 리프(Telegrama del Rif)의 저널리스트로도 활동했다.
1914년 그는 스페인 정부에 고용되어 멜리야의 판사장(chief qadi)이 되었다. 그러나 1차대전 기간 중 그는 반 식민지 활동(독일 영사 발터 체힐린(Walter Zechlin)과의 공모 혐의)로 스페인 정부에 의해 체포되는데 1916년~1917년 동안 쉐프샤우엔(Chefchaouen)에서 복역했다. 전쟁이 끝난 뒤 아브드 엘 크림은 잠시 신문 저널리스트로서의 활동을 재개하나 프랑스로의 강제 송환을 두려워하여 1919년 1월 고향인 아즈디르로 돌아온다. 그 무렵 그는 이미 스페인 정부로부터 위험인물로 주목받고 있었으나, 부족의 독립을 위해 투쟁하기로 결심하게 된다. 그 결과 그는 스페인에 의해 모든 재산을 잃게되었고 광산조합으로부터 제명당했다.
다음해 아브드 엘 크림은 아버지와 형제들과 함께 스페인으로부터 독립을 쟁취하기 위한 반군활동을 시작한다. 그의 최종목표는 리프 지역의 모든 부족을 통일하고 공화국으로서 리프를 독립시키는 것이었다.
1921년, 라이술리(Raisuli)라 불리는 도적을 퇴치하기 위해 스페인군은 리프의 미점령지역으로 진군했다. 아브드 엘 크림은 스페인군 사령관인 마누엘 페르난데스 실베스트레(Manuel Fernández Silvestre)에게 스페인군이 아메크란 강을 넘어오면 전쟁으로 간주하겠다는 의사를 전한다. 실베스트레는 이를 비웃으며 강 건너 아바란 언덕에 초소를 세우기 위해 군막사를 짓고 강을 건넜다. 1921년 6월 대규모의 리프 군대가 이 막사를 습격해 스페인군 250명중 179명을 살해한다. 얼마 뒤 아브드 엘 크림은 아누알(Annual)의 스페인 보병대를 급습하여 단 3,000명의 리프 군사로 3주 동안 8,000명의 스페인군을 전사시키고 13,000명을 후퇴시킨다. 이 전투 결과 스페인군 총사령관 실베스트레는 자살했거나 수비 중 전사한 것으로 알려진다. 이 대승으로 엘 크림은 게릴라전의 천재로서 명성을 날리게 된다.
스페인군의 놀라운 패배는 스페인 본국의 정치적 위기를 가져와 1923년 9월 13일 미구엘 프리모 데 리베라(Miguel Primo de Rivera) 장군의 쿠데타로까지 이어졌다. 그 결과 스페인에선 군사 독재체제가 성립되고 8년후에 1931년에 4월에는 결국 스페인 왕조까지 붕괴된다.
1924년까지 스페인의 영향권은 모로코 해안으로까지 철수해 갔다. 남부 리프지역을 장악하고 있던 프랑스는 엘크림이 프랑스령 모로코를 침공해 올 경우 원주민이 식민지 점령군을 물리친 나쁜 선례가 될 것을 우려하여 1925년 4월 전쟁을 일으켰다.
1925년 앙리 필립 페탱(Henri Philippe Pétain)장군이 이끄는 프랑스와 스페인 연합군 25만명은 리프 공화국에 대한 공격을 개시했다. 프랑스와 스페인 연합국은 민중에게 독가스인 이페릿 가스를 살포하면서까지 10개월 동안 집중공격을 퍼붓는다. 결국 그는 1926년 5월 26일 본부가 있는 타르기스트(Targuist)에서 프랑스군에 항복한다.
항복 이후 1926년부터 1947년까지 그는 프랑스령인 인도양 섬 레위니옹으로 추방당한다. 그곳에서 그는 안락한 주거와 충분한 보급을 지원받았다고 한다. 이후 건강상 문제로 남부 프랑스에 거주하는 것이 허용되었지만 이집트의 요양처로 향한다.
스페인령 모로코 칼리프의 오른팔 격 되는 아흐메드 벨바키르 하스쿠리(Ahmed Belbachir Haskouri)는 아브드 엘 크림의 마지막 추방지인 이집트 생활에 대해 논의했다. 벨바키르는 엘 크림이 아랍연맹으로부터 연금을 받는 것을 보증했고 이집트에서 엘 크림은 마그레브족의 독립을 위해 노력했다. 엘 크림은 "아랍 마그레브 족의 독립을 위한 협의회"를 만들어 1963년 사망할 때까지 의장으로 활동했다. 그가 염원한 마그레브족의 독립은 알제리가 무력으로 프랑스에 독립을 쟁취함으로써 이루어졌다.